# Zemeljski plaz
Zemeljski plaz je nekontroliran premik večje količine zemlje, blata, kamenja in drobirja po pobočju hriba navzdol. 
Plaz je posledica fizikalnih in kemijskih sprememb, ki nastanejo zaradi več dejavnikov, kot so potresi, vulkanske aktivnosti, erozija rek ali ledenikov, delovanje morskih valov, tresenje zemlje zaradi prometa, večjih strojnih del, večjih nenadnih prekomernih zbiranj vode, ki so posledica močnih padavin (dežja ali snega). Ti dejavniki vplivajo na spremembo sil, predvsem na silo teže. Posledica je, da nestabilne sestave zdrsijo v ugodnejši stabilen položaj.

## Vrste plazov
Zemeljske plazove delimo glede na:
- sestavo gradiva - premiki nevezanega gradiva ali kamnitih mas;
- hitrost premikanja - trenutni zdrs, hitro in počasno plazenje, plazenje s prekinitvami;
- velikost - usad, manjši zemeljski plaz se premakne v enem kosu; počasen premik, material se premeša - zemeljski plaz;
- globino - so plitvi ali globoki; po inženirsko-geološki klasifikaciji to pomeni: 0 - 0,5 m zdrs humusa, 0,5 - 2,0 m plitev plaz, 2 – 5 m srednje globok plaz, 5 – 10 m globok plaz, več deset tudi sto metrov zelo globok plaz;
- način premikanja - rotacijsko in translacijsko gibanje;
- vrsto gradiva - splazijo se glina, melj, pesek, prod, grušč, prst, preperina, jalovina;
- dejavnost - so aktivni, umirjeni ali fosilni ali stari plazovi.

V grobem poznamo tri vrste zemeljskih plazov:
- padajoči plaz: ogromne pečine zgrmijo po strmem pobočju. Ob dotiku s tlemi se pogosto nalomijo v manjše kose;
- drseči plaz: po pobočju drsijo z veliko kamenja in skalovja s hitrostjo tekoče vode. Prav tako se sprožajo drseči plazovi drobirja, sestavljeni iz tankih plasti rahle zemlje in manjšega kamenja;
- tekoči plaz: zmes blata in vode.

Po Varnesu poznamo naslednje tipe plazov oziroma pobočnih procesov:
- rotacijski zemeljski plaz (krožna drsna ploskev),
- translacijski zemeljski plaz (drsna ploskev je vzporedna s pobočjem),
- kamniti zdrs,
- skalni podor,
- skalno prevračanje,
- drobirski tok,
- kamniti tok,
- preperinski tok,
- polzenje,
- bočni razmik.

## Elementi plazu
Pri plazu ločimo:
Zgornji del, ki se imenuje odlomni rob, in je po navadi strm in izrazit, včasih tudi previsen, lahko ima polkrožno ali nepravilno obliko.
V nadaljevanju je plaz različnih oblik: vbočen, izbočen ali premočrten; plazeč material je različnih oblik v odvisnosti od oblike podlage, vrste plastičnosti, trdnosti in namočenosti materiala.
Stranski odlomni robovi so odvisni od oblike površja in hitrosti in načina premikanja plazeče mase.
Spodnji del plazu imenujemo čelo. Tu se gradivo kopiči, nastanejo tudi razpoke. Oblikuje se narivni rob. Čelo se običajno oblikuje v pahljačo.

## Vzrok in povod za nastanek plazu
Vzroki za nastanek plazu so dalj časa trajajoči procesi, ki krhajo ravnovesje v zemljini. Povod pa tisti dejavnik, ki to ravnovesje podre. Glavni povodi za sprožitev zemeljskega plazu so:
- vremensko dogajanje (močno deževje, poplave, dvig podtalnice) - vse to namoči zemljino, poveča vzgonski tlak in zmanjša sile med zrni;
- hitre spremembe temperature (taljenje snega, umikanje ledenikov in permafrosta, spomladansko taljenje razpok);
- potresi;
- antropogeni posegi: spodkopavanje brežin, povečevanje naklona brežin, sečnja gozdov, rudarjenje, promet, sprememba smeri vodotokov, in drugo.

## Plazovi v Sloveniji in po svetu
V Sloveniji so zemeljski plazovi v največji meri posledica večjih prekomernih zbiranj vode (večdnevnega obilnega deževja). Zemeljski plaz tako nastane na strmem pobočju ali pečini, kjer je zemlja zelo vlažna, hkrati pa ni dreves, ki bi plaz zaustavila. Sproži se takrat, kadar postane zrahljana vrhnja plast nestabilna. Vrhnja plast zemlje zgrmi po pobočju in zasipa oz. podre vse, kar ji je na poti.
V Sloveniji naj bi bilo že med 7000 in 10.000 zemeljskih plazov, kar četrtina jih ogroža prometno infrastrukturo ali druge objekte. Do leta 2005 je bil zaključen popis plazov in vzpostavljena baza podatkov. Stanje ni dokončno, saj se vsako leto po obilnejšem deževju, sprožijo novi plazovi.
Med najhujše plazove v Sloveniji štejemo zemeljski plaz Stože nad Logom pod Mangartom 15. in 17. novembra leta 2000. Umrlo je 7 ljudi, veliko hiš je bilo porušenih in zasutih. Drugi veliki plazovi v Sloveniji so še: Macesnikov plaz izpod Olševe, Slano blato nad Lokavcem v Vipavski dolini, Strug (tudi Koseč) nad Kosečem v Drežniškem kotu, plaz nad Podrago v Vipavski dolini, plaz Rebernice izpod Nanosa, Tretičnikov plaz v Podvolovljeku, plaz v Raduhi in Urbasov plaz nad Koroško Belo.
Eden najhujših plazov v svetovnem merilu se je zgodil v Venezueli, ko se je leta 1999, po dveh tednih neprestanega deževja zrušila gora, plazovi so s seboj odnesli več naselij in terjali 15 000 človeških žrtev.
Največji znani plaz v Sloveniji je Ilirskobistriški fosilni plaz, ki se je sprožil pred približno dvema milijonoma let na območju med Ilirsko Bistrico in Volovjo rebrijo. Gre za plaz izjemnih razsežnosti. Zdrsnil je rob Snežniške planote površine približno 20 km², debeline med 200 in 250 m in prostornine okoli 5 milijard m³. Plaz je leta 2011 odkril geolog Ladislav Placer. Ker je plaz dobro ohranjen in je med največjimi na svetu, predstavlja vrhunsko geološko in geomorfološko naravno dediščino svetovnega formata.